# Raricirrus beryli
Raricirrus beryli är en ringmaskart som beskrevs av Petersen och George 1991. Raricirrus beryli ingår i släktet Raricirrus och familjen Ctenodrilidae. Arten är reproducerande i Sverige. Inga underarter finns listade i Catalogue of Life.